# Leonhardtina
Leonhardtina — вимерлий рід гієнодонтових ссавців родини Hyaenodontidae. Скам'янілості (5 колекцій) знайдено у Франції та Німеччині. Описано три види: Leonhardtina godinoti, Leonhardtina gracilis, Leonhardtina meridianum.